# CD-TEXT
CD-Text è un'estensione delle specifiche dei Compact Disc Red Book per i CD Audio. Esso consente la memorizzazione di informazioni addizionali (per esempio il titolo dell'album, delle canzoni, dell'artista) su un CD audio standard.
L'informazione è memorizzata sull'area lead-in del CD, dove ci sono solo 5 kB di spazio disponibile, o nei sottocanali da R a W del disco, nel quale si possono memorizzare circa 31 MB.
Queste aree non sono usate rigorosamente nei CD Red Book.
Il testo è memorizzato in un formato usabile dal sistema ITTS.
ITTS è anche usato nel Digital Audio Broadcasting e nei Minidisc.
Le specifiche sono state distribuite nel settembre 1996, sostenute dalla Sony.
Il supporto per i CD Text è comune, ma non universale.

## Software
Molti software per computer supportano CD-TEXT, tra questi ci sono:
- Brasero
- CD-DA Extractor
- CDBurnerXP (dalla vers. 4.2.6.1616)
- CDex
- Exact Audio Copy
- iTunes
- Jack! The Knife
- K3b
- Real Player 10
- Spider Player
- Winamp
- Roxio Toast
- X-CD-Roast

Esistono anche utility che estraggono automaticamente i dati CD-TEXT, e li inseriscono nei database CDDB o freedb.